# Brookside (Delaware)
Brookside és una concentració de població designada pel cens dels Estats Units a l'estat de Delaware. Segons el cens del 2000 tenia 14.806 habitants.

## Demografia
Segons el cens del 2000, Brookside tenia 14.806 habitants, 5.465 habitatges, i 3.858 famílies. La densitat de població era de 1.462,1 habitants per km².
Dels 5.465 habitatges en un 35,9% hi vivien nens de menys de 18 anys, en un 49,9% hi vivien parelles casades, en un 15,4% dones solteres, i en un 29,4% no eren unitats familiars. En el 22,1% dels habitatges hi vivien persones soles el 6,8% de les quals corresponia a persones de 65 anys o més que vivien soles. El nombre mitjà de persones vivint en cada habitatge era de 2,68 i el nombre mitjà de persones que vivien en cada família era de 3,15.
Per edats la població es repartia de la següent manera: un 26,8% tenia menys de 18 anys, un 9,6% entre 18 i 24, un 33,2% entre 25 i 44, un 20,5% de 45 a 60 i un 9,9% 65 anys o més.
L'edat mediana era de 34 anys. Per cada 100 dones de 18 o més anys hi havia 91,9 homes.
La renda mediana per habitatge era de 50.107 $ i la renda mediana per família de 55.077 $. Els homes tenien una renda mediana de 37.040 $ mentre que les dones 29.494 $. La renda per capita de la població era de 19.527 $. Aproximadament el 5,6% de les famílies i el 7,4% de la població estaven per davall del llindar de pobresa.

## Poblacions més properes
El següent diagrama mostra les poblacions més properes.